# دوبروفکا (شهرستان کاراایدلسکی، باشقیرستان)
دوبروفکا (انگلیسی: Dubrovka, Karaidelsky District, Republic of Bashkortostan) یک شهرک در شهرستان کاراایدلسکی استان باشقیرستان کشور روسیه است.